# День Республіки (Білорусь)

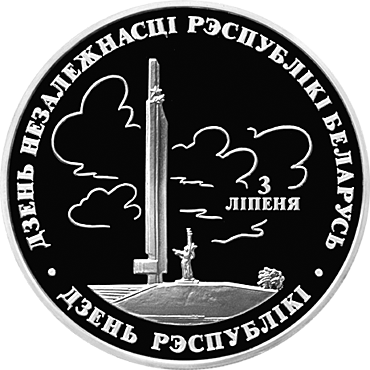
Пам'ятна монета Банку Білорусі

День незалежності Республіки Білорусь або День Республіки (біл. Дзень незалежнасці Рэспублікі Беларусь або Дзень Рэспублікі) — головне свято держави Білорусь, яке відзначають щороку 3 липня.

## Історія
3 липня 1944 радянські війська відбили Мінськ з-під контролю німецької армії в ході Білоруської операції (кодова назва «Багратіон»).
З 1991 року День незалежності відзначали 27 липня, у день ухвалення Декларації про державний суверенітет Білорусі. 25 серпня 1991, після серпневих подій у Москві, Білоруська РСР надала декларації про суверенітет республіки статус конституційного закону. 10 грудня 1991 року Верховна Рада Білорусі ратифікувала Біловезьку угоду, що стверджувала припинення існування СРСР. Остаточно республіка здобула незалежність 26 грудня 1991 року, коли СРСР припинив існування.
Рішення про святкування Дня незалежності 3 липня ухвалили в ході республіканського референдуму 1996 року.
Головний захід Дня незалежності — урочистий військовий парад. Після закінчення офіційної частини свята починаються світські заходи. Люди збираються на площах, у скверах, на концертних майданчиках та виїзних торгових точках. Проводять різні конкурси, рекламні кампанії. Увечері в Мінську влаштовують святковий салют.
У День незалежності проходять Дні міст у Клецьку, Рогачові, Могильові, Копилі, Молодечному, Березиному, Сенному, Городку.
Напередодні Дня Республіки Президент Білорусі вручає Державні премії Республіки Білорусь.